# Xenopus fraseri
Xenopus fraseri är en groddjursart som beskrevs av George Albert Boulenger 1905. Xenopus fraseri ingår i släktet Xenopus och familjen pipagrodor. IUCN kategoriserar arten globalt som livskraftig. Inga underarter finns listade i Catalogue of Life.

## Bildgalleri

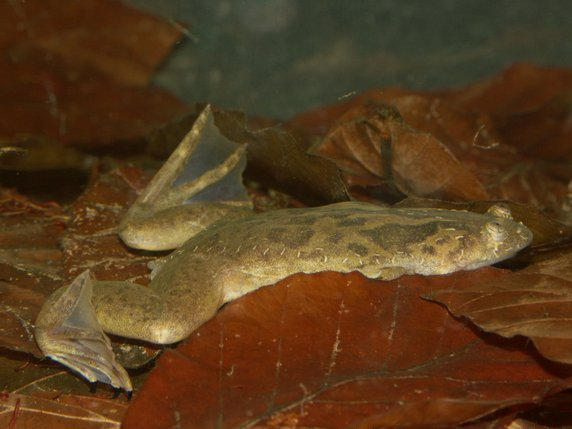
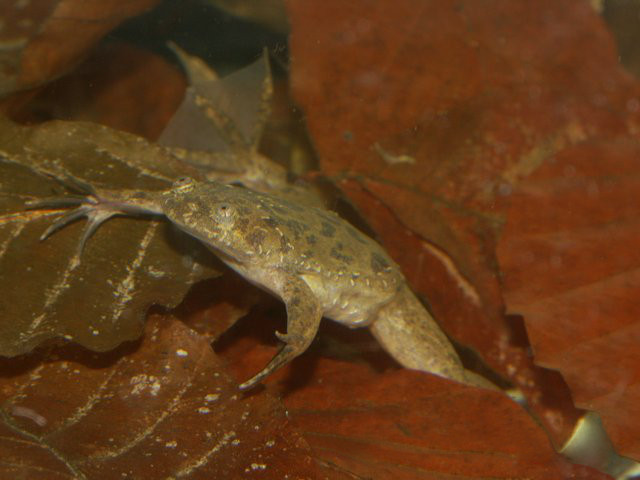
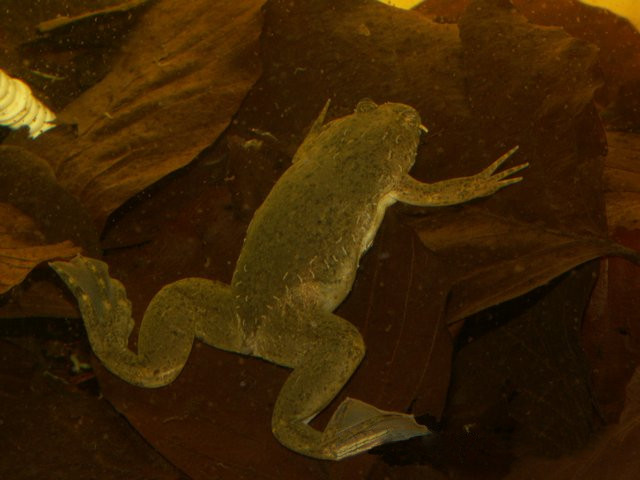
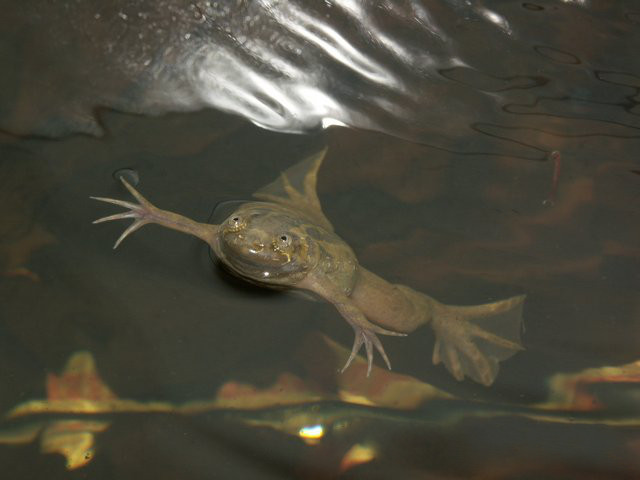
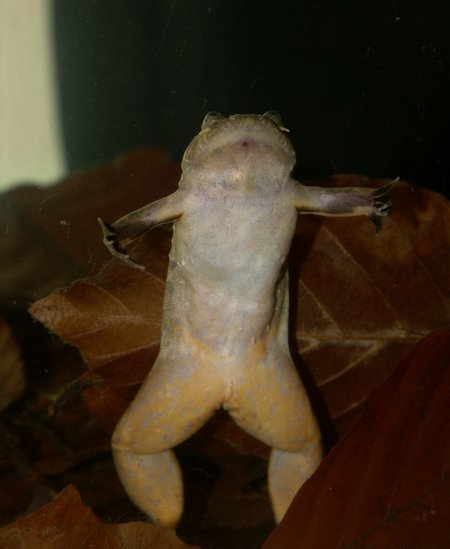
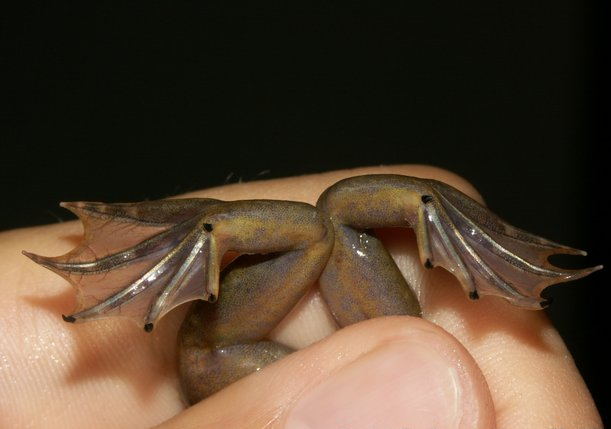